# Jan Kozietulski
Jan Kozietulski (Skierniewice, República de las Dos Naciones, actualmente Polonia, 4 de julio de 1781 - Varsovia, 3 de febrero de 1821) fue un noble y militar polaco, oficial del ejército del Ducado de Varsovia durante las Guerras Napoleónicas. Es conocido principalmente por liderar la carga de la caballería polaca durante la Batalla de Somosierra.

## Reseña biográfica
Jan Leon Hipolit Kozietulski nació en Skierniewice el 4 de julio de 1781. Se unió a la Guardia de Honor de Varsovia, con la que participó en la Batalla de Pultusk y en la Batalla de Eylau. Consumado jinete, en abril de 1807 se convirtió en oficial al mando del tercer Escuadrón del regimiento de Caballería Ligera Polaca de la Guardia Imperial bajo el mando de Krasinski. En marzo de 1808 su unidad llegó a España, donde participó en la Guerra de la Independencia Española.
Durante la Batalla de Somosierra Kozietulski fue el comandante que lideró la caballería polaca contra la infantería y artillería española. Aunque no fue el único comandante que participó en la carga, se le atribuyó la victoria después de la batalla, y en Polonia es el veterano más conocido de la campaña. Fue uno de los 18 polacos condecorados con la Legión de Honor francesa después de la batalla. Tras la guerra en España Kozietulski siguió en el ejército y participó en la Batalla de Wagram, liderando la caballería polaca contra otras unidades de caballería polaca que luchaban junto a los austriacos. En 1811 se convirtió en barón del Imperio Francés.
Durante la Invasión napoleónica de Rusia se distinguió como un hábil oficial en la Batalla de Maloyaroslávets el 25 de octubre de 1812 en la que salvó la vida de Napoleón cargando contra los cosacos. Su uniforme, atravesado por una lanza y manchado de sangre se exhibe actualmente en el Museo del Ejército Polaco en Varsovia. Tras recuperarse de sus heridas volvió al servicio activo y participó en todas las principales batallas de la campaña de Napoleón en Sajonia. También participó en la Batalla de las Naciones. En 1814 fue nombrado comandante del Tercer Regimiento de Exploradores de la Guardia Imperial.
Tras la derrota de Napoleón volvió al Zarato de Polonia ahora bajo control ruso y dirigió el Cuarto Regimiento de Ulanos Polaco. Falleció en Varsovia el 3 de febrero de 1821.

## Premios y reconocimientos
- Barón del Imperio Francés (1811)
- Orden de Santa Ana (Imperio Ruso)
- Orden Virtuti Militari
- Oficial de la Legión de Honor (13 de diciembre de 1809)
- Cruz del Valor